# Powaqqatsi
Powaqqatsi és una pel·lícula no narrativa estaunidenca del 1988 dirigida per Godfrey Reggio i la seqüela de la pel·lícula experimental de Reggio de 1982, Koyaanisqatsi. És la segona pel·lícula de la trilogia Qatsi.
Powaqqatsi és un neologisme en llengua hopi encunyat per Reggio que significa "forma de vida parasitària" o "vida en transició". Mentre que Koyaanisqatsi es va centrar en la vida moderna als països industrialitzats, Powaqqatsi, que igualment no té diàleg, se centra més en el conflicte als països del Tercer Món entre les formes de vida tradicionals i les noves formes de vida introduïdes amb la industrialització. Igual que amb Koyaanisqatsi i la tercera i última part de la trilogia "Qatsi", Naqoyqatsi, la pel·lícula està fortament relacionada amb la seva banda sonora, escrita per Philip Glass.

## Argument
Al capítol inicial, Serra Pelada, es veuen homes de la mina d'or Serra Pelada (Brasil) portant bosses de terra fins a una destinació. A la meitat del capítol es mostren diversos plans fora de Serra Pelada. A prop del final del capítol, uns quants homes porten amunt un altre home que ha estat colpejat per una roca que cau (esmentada a la funció "Impact of Progress" del DVD/Blu-ray) al llarg d'una processó de treballadors que porten brutícia. sacs plens. Després d'això, es mostren diverses exposicions en capes discordants dels portadors de brutícia. La creu de l'escena s'esvaeix per mostrar la imatge d'un cap, amb múltiples exposicions del mateix cap girant ràpidament i col·locades en capes per donar una aparença múltiple. Aquesta és una aparent al·lusió a Janus, el déu dels inicis, els finals i les transicions, d'acord amb els temes centrals de la pel·lícula de progrés i canvi.
A Anthem: Part 1, el sol surt per sobre d'un poble africà. Més tard, un home aixeca una vela per a un vaixell. El següent capítol, That Place, comença a allunyar-se d'una cascada. Es pot escoltar als nens riure. Es mostren pobles i nens i reflexos d'aigua al revés. Anthem: Part 2 es mostren diverses fotos de pobles i illes.
Mosque and Temple mostra diversos plans naturals així com escenes religioses. Algunes d'aquestes escenes són un transparent dins d'una església amb algú que passa, un home resant, un monjo assegut mentre un ocell vola del seu bastó, el mateix monjo caminant pel riu, un ocell volant per una posta de sol, més nens, corbs volant a sobre d'un riu, dos homes remant la seva barca en aquell riu, una dona que resava al riu Ganges, dos homes practicant ioga, un altre monjo i un temple al Nepal.
Anthem: Part 3 mostra masses de persones en moviment, treballant junts i celebrant rituals tradicionals, a Àfrica i Amèrica del Sud, tot a càmera lenta.
Video Dream combina anuncis de televisió colorits i programes de notícies dels Estats Units, Europa Occidental, la Soviètica Unió i Japó.
New Cities in Ancient Lands té opinions de la gent en moviment i el trànsit en tres parts: Xina, Àfrica i Índia.
The Unutterable/Caught! Gent en grans grups al món en desenvolupament, movent-se junts, a la feina; vistes del trànsit des de dalt.
Mr. Suso / From Egypt De vegades, gent desenfocada en moviment, fins a la crida del muezin, imatges dobles fantasmals del trànsit, primers plans de cares, reflexos a l'aigua.

## Música
L'any 1988 es va produir una banda sonora que va ser composta per Philip Glass
| 1.            | «Serra Pelada»                        | 5:00  |
| 2.            | «The Title»                           | 0:25  |
| 3.            | «Anthem: Part 1»                      | 6:22  |
| 4.            | «That Place»                          | 4:41  |
| 5.            | «Anthem: Part 2»                      | 3:49  |
| 6.            | «Mosque and Temple»                   | 4:42  |
| 7.            | «Anthem: Part 3»                      | 8:11  |
| 8.            | «Train to São Paulo»                  | 3:04  |
| 9.            | «Video Dream»                         | 2:14  |
| 10.           | «New Cities In Ancient Lands: China»  | 2:47  |
| 11.           | «New Cities In Ancient Lands: Africa» | 2:56  |
| 12.           | «New Cities In Ancient Lands: India»  | 4:42  |
| 13.           | «The Unutterable»                     | 7:02  |
| 14.           | «Caught!»                             | 7:20  |
| 15.           | «Mr. Suso #1»                         | 1:08  |
| 16.           | «From Egypt»                          | 2:23  |
| 17.           | «Mr. Suso #2 with Reflection»         | 1:18  |
| 18.           | «Powaqqatsi»                          | 4:35  |
| Durada total: | Durada total:                         | 73:38 |

## Recepció
Rotten Tomatoes va informar que el 56% de les 9 ressenyes van ser positives amb una puntuació mitjana de 6,5 sobre 10 i va dir que "no va ser abraçat amb tant entusiasme per espectadors i crítics com el seu predecessor popular".
The New York Times va dir: "Hi ha dos tipus de brutícia que es poden trobar a Powaqqatsi: brutícia bona i dolenta... [el director] magnifica aquesta distinció fins que assoleix proporcions muntanyoses, però tot i així aconsegueix veure-ho en termes clarament unidimensionals." Roger Ebert va dir: "Hi ha imatges d'una bellesa sorprenent a les seqüències de Powaqqatsi de Godfrey Reggio quan ens meravellem amb les vistes de la Terra, i, tanmateix, quan la pel·lícula s'acaba, hi ha la sensació que encara estem esperant que comenci... Reggio semblava pensar que l'home mateix és una mena de virus que infecta el planeta, que gaudiríem més de la Terra, és a dir, si no fóssim aquí". Al programa de televisió del 1986 Siskel and Ebert at the Movies amb ell i Gene Siskel van acordar cadascun d'aprovar la pel·lícula, també la va anomenar vídeo musical "New Age".
Time Out va dir que és "visualment impressionant, però soscavada per un defecte bastant greu... En el millor dels casos, el missatge és una crítica força òbvia a la dominació del Primer Món del Tercer món, i en el pitjor, una celebració hippy de la Festa del Treball." Greg Klymkiw va dir "... la trilogia, [de la qual Powaqqatsi és la segona part] mentre una experiència petrificant de la primera l'ordre, pot ser igualment apreciada per aquells que es mantenen rectes. Gran part d'això és al·lucinant-se sense substàncies que alterin la ment."

## Influència i llegat
- La música de Anthem: Part 2 es va utilitzar i ara s'associa millor amb la pel·lícula de 1998 The Truman Show. també es va utilitzar en diversos tràilers de pel·lícules, inclòs el de Pena de mort.[10]
- The Criterion Collection el va publicar com a part del conjunt de la trilogia Qatsi.[11]
- Les imatges de la pel·lícula, les mateixes que es van utilitzar per al seu cartell, es van utilitzar a l'especial de televisió de 1990 The Earth Day Special durant una seqüència en què el Dr. Emmett Brown del Retorn al futur mostra a Doogie Howser, M.D. com és el futur de la Terra tret que es faci alguna cosa sobre la contaminació.